# Lianchi (socken i Kina)
Lianchi (kinesiska: 莲池乡, 莲池) är en socken i Kina. Den ligger i provinsen Sichuan, i den sydvästra delen av landet, omkring 170 kilometer öster om provinshuvudstaden Chengdu. Antalet invånare är 6 897. Befolkningen består av 3 328 kvinnor och 3 569 män. Barn under 15 år utgör 12,0 %, vuxna 15-64 år 68 %, och äldre över 65 år 18,0 %.
Genomsnittlig årsnederbörd är 1 339 millimeter. Den regnigaste månaden är juli, med i genomsnitt 269 mm nederbörd, och den torraste är december, med 7 mm nederbörd.